# Catasetum rivularium
Catasetum rivularium är en orkidéart som beskrevs av João Barbosa Rodrigues. Catasetum rivularium ingår i släktet Catasetum och familjen orkidéer. Inga underarter finns listade i Catalogue of Life.